# Juan Cabello
Juan Cabello (Montauban, Franciaország, 1945. július 28. –) régész.

## Életpályája
Juan Cabello vagy teljes nevén Juan Alberto Cabello Colini 1945-ben született a franciaországi Montauban-ban. Középfokú tanulmányait 1960-ban Kuba fővárosában, Havannában fejezte be. Felsőfokú tanulmányait 1965-1970 között az ELTE BTK nappali tagozatán, régészet szakon (népvándorlás-középkor) végezte, 1970-ben diplomázott, diplomamunkájának címe: Tojásos temetkezés a népvándorlás korában volt. Az egyetemi doktor fokozatot 1987-be szerezte meg Nemesi birtokközpont kutatása Taron témából.
1971-től muzeológusként dolgozik az Esztergomi Vármúzeumban. 1975-1992 között az Országos Műemlékvédelmi Hivatal, Tudományos osztály, munkatársa. 1992-2007 között Budapesten az Országos Műemlékvédelmi Hivatal-Állami Műemlékhelyreállítási és Restaurálási Központ munkatársa, 1992–2000 között nyugdíjazásáig osztályvezetője.

## szakmai tagságai
- 1989-től alapító tagja a Castrum Bene Egyesületnek, elnökségi tag 1989–2000-ben
- 1998-tól Europa Nostra-Scientific Council tagja
- 2006-tól a Magyar Régész Szövetség alapító tagja
- 2010-től a Régi Épületek Kutatóinak Egyesülete alapító tagja

## Kitüntetések, díjak
- Kuzsinszky Bálint-emlékérem 2005.

## Fontosabb szakmai tevékenységei

### Feltárásai
1975–1980 között Tar, Szent Mihály templom (Nógrád megye), 1975–1980 között Tiszadorogma, középkori falu (Borsod-Abaúj-Zemplén megye), 1975–1976 között Füzéri vár (Borsod-Abaúj-Zemplén megye ). Feld Istvánnal közösen 1977-ben Vámosatya, református templom (Szabolcs-Szatmár-Bereg megye). Feld Istvánnal és M. Lukács Zsuzsannával közösen 1978-ban Zubogy, református templom (Borsod-Abaúj-Zemplén megye), 1978-ban Nyírmihálydi, református templom (Szabolcs-Szatmár-Bereg megye), M. Lukács Zsuzsannával közösen 1979-ben Kéked, kastély (Borsod-Abaúj-Zemplén megye), Feld Istvánnal közösen 1979–1982 között Majk, premontrei kolostor (Komárom-Esztergom megye), Csengel Péterrel 1982–1983 között Ócsa, volt premontrei kolostor (Pest megye), Csengel Péterrel és M. Lukács Zsuzsannával 1984–1989 között Pácin, kastély (Borsod-Abaúj-Zemplén megye), Feld Istvánnal 1978–1981 között Sztrahora, vár (Nógrád megye), 1985-ben Tar, középkori udvarház (Nógrád megye), 1980–1982 között Zagyvafő, vár (Heves megye). Bodnár Katalinnal közösen 1986–1987 között Laskod, református templom (Szabolcs-Szatmár-Bereg megye). Simon Zoltánnal 1995-ben Nyírkarász, vár (Szabolcs-Szatmár-Bereg megye), 1998-ban Tokaj, Bethlen Gábor u. 5, volt görög kereskedő ház (Borsod-Abaúj-Zemplén megye), Simon Zoltánnal 1999-ben Vaja, Vay-kastély (Szabolcs-Szatmár-Bereg megye), Feld Istvánnal 1995-ben, 1995–1997 között és 2002–2004 között A háromhegyi Boldogságos Szűz Mária pálos kolostor (Borsod-Abaúj-Zemplén megye). László Csabával és Simon Zoltánnal 1998-ban, 2000-ben, 2002-ben és 2005-ben Siklósi vár (Baranya megye), Bartos Györggyel 2002-ben és 2005-ben Csengersima, református templom (Szabolcs-Szatmár-Bereg megye), 2002-ben Túrricse, református templom (Szabolcs-Szatmár-Bereg megye), 2003-ban Nyírkáta, református templom (Szabolcs-Szatmár-Bereg megye), 2004-ben Vámosatya, vár (Szabolcs-Szatmár-Bereg megye), 2005-ben és 2009-ben Tornyospálca, református templom (Szabolcs-Szatmár-Bereg megye). Simon Zoltánnal közösen 2006-ban Vaja, református templom (Szabolcs-Szatmár-Bereg megye), 2005-ben, 2010–2011 között Gacsály, református templom (Szabolcs-Szatmár-Bereg megye), 2007-ben Székely, református templom (Szabolcs-Szatmár-Bereg megye), 2008-ban Baktalórántháza, református templom (Szabolcs-Szatmár-Bereg megye). Németh Péterrel 2009-ben Mád, Rákóczi-Aspremont-kastély (Borsod-Abaúj-Zemplén megye), Mentényi Klárával 2009-ben Cégénydányád Kölcsey-Kende-kastély (Szabolcs-Szatmár-Bereg megye). Mentényi Klárával és Simon Zoltánnal közösen 2009-ben Eger, Spetz-ház (volt művelődési ház) (Heves megye). Mentényi Klárával 2010-ben Zajta, római katolikus templom (Szabolcs-Szatmár-Bereg megye).

## Fontosabb publikációi

### Könyvek
- Juan Cabello–Feld István: A füzéri vár. (Miskolc 1980)
- Juan Cabello–Dávid Ferenc–Welhi Tünde–Derdák Éva–Bérci László–Sedlmayr János–Szekér György: A tari Szent Mihály templom és udvarház (Budapest, 1993)

### Tanulmányok, folyóiratcikkek
- Juan Cabello: Jelentés a tiszadorogmai középkori falu ásatásáról. Archeológiai Értesítő 106/2 (1979) 255–265.
- Juan Cabello–Feld István: Előzetes jelentés a füzéri vár 1977. évi feltárásáról. Archeológiai Értesítő 107/2 (1980) 214–225.
- Juan Cabello–Lukács Zsuzsa: A vámosatyai ref. templom. Építés-és Építészettudomány. 13/1–2 (1981) 103–135.
- Juan Cabello: Régészeti feltárások Sztrahorán. In: Horváth László (szerk.): Castrum Bene, 1989. Gyöngyös 1990, 173–179.
- Juan Cabello–Csengel Péter–Lukács Zsuzsa: Az ócsai premontrei prépostság kutatása. In: F. Mentényi Klára (szerk.): Műemlékvédelmi Szemle 1991/1, 16–19.
- Juan Cabello–Simon Zoltán: A zagyvafői vár régészeti kutatása. In: Lővei Pál (szerk.): Horler Miklós hetvenedik születésnapjára. Budapest 1993, 85–114.
- Juan Cabello: Fouilles archéologique d'un château feodal en Hongrie. Château Gaillard 16 (1994) 81–84.
- Juan Cabello–Simon Zoltán: A Kékediek és kastélyuk. In: (Pámer Nóra (szerk.): Gerő László nyolcvanötödik születésnapjára. Bp. 1994. 197–225.
- Juan Cabello–Simon Zoltán: A laskodi református templom műemléki vizsgálata. In: F. Mentényi Klára (szerk.): Műemlékvédelmi Szemle 1995/1–2, 143–160.
- Juan Cabello–Simon Zoltán: A kékedi kastély 17–19. századi építéstörténetéhez. In: László Csaba (szerk.): Koppány Tibor hetvenedik születésnapjára. Budapest 1998, 255–278.
- Juan Cabello: A csengersimai református templom kutatása (Erforschung der reformierten Kirche von Csengersima). NyJAMÉ 43 (2001) 389–410.
- Juan Cabello: A nyírkarászi Árpád-kori vár régészeti kutatása. In: Analecta Mediaevalia II. Tanulmányok a magyar középkorból. Budapest 2004, 9–28.
- Juan Cabello: A nyírkátai református templom régészeti kutatása. In: Bardoly István (szerk.): Etüdök. Tanulmányok Granasztóiné Györffy Katalin tiszteletére. Budapest 2004, 9–28.
- Juan Cabello–Simon Zoltán: Egy vár Vámosatya határában. In: Kovács Gyöngyi–Miklós Zsuzsa (szerk.): "Gondolják, látják az várnak nagy voltát…". Tanulmányok a 80 éves Nováki Gyula tiszteletére (Burgenkundliche Studien zum 80. Geburtstag von Gyula Nováki). Budapest 2006, 55–70.
- Juan Cabello–Mentényi Klára: A zanati római katolikus templom kutatása (The research of the Catholic church of Zanat, Erforschungen der röm.-kath. Kirche zu Zanath). Arrabona 44/1 (2006) 187–204.
- Juan Cabello: A túrricsei református templom műemléki vizsgálata. Szabolcs-Szatmár-Beregi Szemle 2007/1. 79–86.
- Juan Cabello: A vajai reneszánsz kastély. In: Somorjay Selysette–Feld István (szerk.): Kastélyok évszázadai, évszázadok kastélyai. Tanulmányok a 80 éves Koppány Tibor tiszteletére. Budapest 2008, 107–130.
- Juan Cabello–László Csaba – Simon Zoltán: A háromhegyi Boldogságos Szűz Mária pálos kolostor régészeti kutatása (The Archaeological Investigation of the Pauline Monastery dedicated to the Blessed Virgin Mary of Háromhegy). HOMÉ 47 (2008) 147–168.
- Juan Cabello–László Csaba–Simon Zoltán: Archaeological Investigation of the Pauline Monastery of the Holy Virgin of Háromhegy. In: Der Paulinerorden, Geschichte – Geist – Kultur Budapest 2010, 423–438.
- Juan Cabello–Simon Zoltán: Tornyospálca középkori temploma. In: Juan Cabello – C. Tóth Norbert (szerk.): Erősségénél fogva várépítésre való. Tanulmányok a 70 éves Németh Péter tiszteletére. Nyíregyháza 2011, 233–246.
- Juan Cabelo – Simon Zoltán: A Gutkeled nemzetség két templomának kutatása a szatmári Erdőháton. In: Kollár Tibor (szerk.): Középkori egyházi építészet Szatmárban (Középkori templomok útja Szabolcs-Szatmár-Bereg és Szatmár megyékben) Nyíregyháza 2011. 142–179.